# Avesnes-les-Aubert Communal Cemetery
Avesnes-les-Aubert Communal Cemetery is een Britse militaire begraafplaats gelegen in de Franse plaats Avesnes-les-Aubert (Noorderdepartement). De begraafplaats wordt onderhouden door de Commonwealth War Graves Commission.
De begraafplaats telt 5 geïdentificeerde Gemenebest graven uit de Tweede Wereldoorlog.